# Orgyia prisca
Orgyia prisca är en fjärilsart som beskrevs av Otto Staudinger 1887. Orgyia prisca ingår i släktet fjädertofsspinnare, och familjen tofsspinnare. Inga underarter finns listade i Catalogue of Life.